# 1221 Amor
Az 1221 Amor (ideiglenes jelöléssel 1932 EA1) egy földközeli kisbolygó. Eugène Joseph Delporte fedezte fel 1932. március 12-én.